# Josef Klementinowski
Josef Klementinowski, amtlich Klementinovski (auch Klementinowskij; * 26. August 1922 in Berlin; † 23. März 2010 in Starnberg), war ein russischer Rundfunksprecher, Journalist und Moderator deutscher Sprache. Er wurde unter dem Pseudonym Sergej Klementjew bekannt.

## Leben
Klementinowski, der diese Schreibweise des Namens in seiner 1976 erschienenen Autobiografie verwendet, entstammte einer jüdischen Familie. Sein in Belostok geborener Vater lebte seit 1916 in Berlin und war dort als Bankier und später bei der sowjetischen Handelsvertretung tätig. 1931 zog die Familie nach Moskau. Dort besuchte Klementinowski zunächst die deutschsprachige Karl-Liebknecht-Schule; unter seinen Mitschülern waren u. a. Wolfgang Leonhard und Markus Wolf. 1940 wurde er zur Roten Armee einberufen, wo er als Oberleutnant und Dolmetscher diente. Von 1945 bis 1947 war er beim SWA-Verlag der Sowjetischen Militäradministration in Deutschland in Berlin und Leipzig beschäftigt.
1947 begann Klementinowski seine Tätigkeit als Sprecher des deutschen Programms von Radio Moskau. Dort wurde er von Hans Rodenberg eingearbeitet. Später arbeitete Klementinowski auch für das deutsche Programm des von der Nachrichtenagentur Novosti betriebenen Senders „Frieden und Fortschritt“. Diese Sprechertätigkeit übte Klementinowski bis Anfang der 1990er-Jahre aus.
1967 moderierte Klementinowski die siebenteilige Fernsehsendereihe Zu zweit kein Problem, die als deutsch-sowjetische Koproduktion entstand. In den 1980er Jahren moderierte er für das Fernsehen der DDR eine Reportagereihe über das Leben in der Sowjetunion. Für verschiedene dritte Fernsehprogramme der ARD moderierte er 1985 die Sendung Treffpunkt Moskau. Klementinowski arbeitete darüber hinaus als deutscher Sprecher für das Zentralstudio für Dokumentarfilme und das Studio Exportfilm in Moskau und bei Gastspielen deutscher Künstler in der UdSSR.
Nach Angaben des Rundfunksenders Stimme Russlands verzog Klementinowski später nach Deutschland.

## Werke
- Sergej Klementjew: Welle Moskau–Berlin: Meine Begegnungen mit Deutschen in fünf Jahrzehnten. Verlag der Nation, (Ost-)Berlin 1976
- Georgi Arbatow, Mario R. Dederichs, Sergej Klementjew: Das neue Rußland: Das Ende der Sowjetunion – die August-Revolution und Jelzins Sieg – Gorbatschow verlässt die Bühne – wohin steuert der neue Staatenbund GUS? Stern-Buch im Verlag Gruner und Jahr, Hamburg 1992. ISBN 3-570-01293-X